# MediaLane
MediaLane is een Nederlands productiebedrijf dat in februari 2014 werd opgericht door Iris van den Ende, dochter van mediamagnaat Joop van den Ende, onder andere bekend van Endemol en Stage Entertainment. Het bedrijf opereert sinds de oprichting als een onafhankelijke producent van televisieprogramma's voor zowel de publieke als de commerciële omroepen in Nederland. Sinds 2017 richt het bedrijf zich ook op live entertainment. In 2019 volgde ook nog een eigen theaterafdeling.

## Geschiedenis
Het productiebedrijf werd in februari 2014 opgericht en nam een maand na zijn oprichting, op 31 maart 2014, het productiebedrijf van Paul de Leeuw en Van den Ende & Deitmers B.V. genaamd E.V.A. Media over. Ook de meeste lopende televisieprogramma's werden overgenomen en gecontinueerd, zoals Ranking the Stars en De Kwis.
Sinds de zomer van 2016 richt het bedrijf zich niet alleen meer op het produceren van televisieprogramma's, maar ging het ook live entertainment creëren en produceren zoals concerten. Aanvankelijk deden ze dit onder de naam LiveLane, maar later werd dit bedrijfsonderdeel omgedoopt tot MediaLane Live Entertainment. De eerste live entertainment productie van het bedrijf was de concertreeks van Holland zingt Hazes in maart 2017.
Naast het opzetten van de live entertainment-tak van het bedrijf, werd ook het televisieproductiebedrijf versterkt in 2016. In september van dat jaar nam MediaLane het productiebedrijf van Ivo Niehe over genaamd Niehe Media. Hiermee namen ze ook enkele bestaande televisieprogramma's over waaronder de TV Show.
In navolging van haar vader Joop van den Ende – met Stage Entertainment – richtte ook Iris van den Ende een eigen theaterproductiebedrijf op. Dit werd onderdeel van MediaLane en in januari 2019 officieel aangekondigd. Een maand later werd de eerste productie bekend gemaakt, de musical Hello, Dolly!, met in de hoofdrol Simone Kleinsma. Deze productie ging in februari 2020 in première, maar werd na enkele voorstellingen stilgelegd in verband met de coronapandemie. Doordat de musical te groot en te duur was om opnieuw op te zetten keerde deze niet terug, daarvoor in de plaats gingen Paul de Leeuw en Simone Kleinsma samen op tour met de voorstelling Paul & Simone: Zonder jou.
MediaLane Theater nam in 2024 een belang in De Graaf & Cornelissen Entertainment, Impact Entertainment en DG Theater.

## Producties

### Televisie
| Programma                                               | Zender                       | Periode              | Met medewerking van                                                                                  | Opmerkingen |
| ------------------------------------------------------- | ---------------------------- | -------------------- | --- | ----------- |
| Erica op Reis                                           | NPO 1, Omroep Max            |                      | Erica Terpstra                                                                                       |             |
| Musical Awards Gala                                     |                              |                      | Frits Sissing                                                                                        |             |
| De Kwis                                                 | NPO 1, BNNVARA               | 2014–2018            | Paul de Leeuw, Joep van Deudekom, Rob Urgert, Niels van der Laan en Jeroen Woe                       |             |
| De tiende van Tijl                                      | NPO 2, AVROTROS              | 2014–2019            | Tijl Beckand                                                                                         |             |
| Gala 50 jaar André van Duin                             | NPO 1                        | 2014                 | Ivo Niehe                                                                                            |             |
| Holland Zingt...                                        | SBS6                         | 2014–2015            | Jeroen van der Boom                                                                                  |             |
| Knoop Gala                                              | NPO 1                        | 2014–2020            | Paul de Leeuw                                                                                        |             |
| Ranking the Stars                                       | NPO 3, BNNVARA, RTL 5, RTL 4 | 2014–2022, 2025      | Paul de Leeuw, Eddy Zoëy                                                                             |             |
| Sint & De Leeuw                                         | NPO 1, BNNVARA               | 2014–2017, 2021–0000 | Paul de Leeuw en Hans Kesting                                                                        |             |
| Herrie in Hotel Spaander                                | RTL 4                        | 2015                 | Herman den Blijker en Willem Reimers                                                                 |             |
| Pauls Puber Kookshow                                    | NPO 3                        | 2015–2016            | Paul de Leeuw                                                                                        |             |
| Herrie op De Bosbaan                                    | RTL 4                        | 2016                 | Herman den Blijker en Willem Reimers                                                                 |             |
| Jaap van Zweden, een Hollandse maestro op wereldtournee |                              |                      | Jaap van Zweden                                                                                      |             |
| Petticoat                                               | NPO 1, KRO-NCRV              | 2016–2017            | Onder andere Abbey Hoes en Hajo Bruins                                                               |             |
| TV Show                                                 | NPO 1, AVROTROS              | 2016–2022            | Ivo Niehe                                                                                            |             |
| Zeesterren                                              | RTL 4                        | 2016                 | Irene Moors                                                                                          |             |
| &Chantal                                                | RTL 4                        | 2017                 | Chantal Janzen                                                                                       |             |
| André Hazes: ik haal alles uit het leven                | SBS6                         | 2017–2019            | Onder andere André Hazes jr.                                                                         |             |
| Herrie in De Druiventros                                | RTL 4                        | 2017                 | Herman den Blijker en Willem Reimers                                                                 |             |
| Kunstraadsels                                           |                              | 2017                 | Frans Grijzenhout                                                                                    |             |
| Lang leve de muziekshow                                 | NPO 3                        | 2017–2018            | |             |
| Lekker Laat!                                            | NPO 1, BNNVARA               | 2017                 | Paul de Leeuw                                                                                        |             |
| Wie steelt mijn show?                                   | NPO 1                        | 2017                 | Paul de Leeuw                                                                                        |             |
| Wilde Dieren in Wildlands                               |                              | 2017                 | |             |
| Als je alles hebt gehad!                                | NPO 1                        | 2018                 | Marc-Marie Huijbregts en Paul de Leeuw                                                               |             |
| Ellie op Patrouille                                     | NPO 1                        | 2018–2020            | Ellie Lust                                                                                           |             |
| Moby Dick                                               |                              | 2018                 | Matthijs van Nieuwkerk                                                                               |             |
| Sint & Paul pakken uit!                                 | RTL 4                        | 2018–2020            | Paul de Leeuw en Hans Kesting                                                                        |             |
| De Maanlanding: 50 jaar na de eerste stap               | NPO 1                        | 2019                 | André Kuipers en Claudia de Breij                                                                    |             |
| De Toekomst                                             | NPO 1                        | 2019                 | Robbert Dijkgraaf                                                                                    |             |
| Ellie aan de verkeerde kant                             | NPO 1                        | 2019                 | Ellie Lust                                                                                           |             |
| MAX Masterclass                                         | NPO 1, Omroep Max            | 2019–0000            | Erik Scherder                                                                                        |             |
| Even tot hier                                           | NPO 1, BNNVARA               | 2019–0000            | Niels van der Laan en Jeroen Woe                                                                     |             |
| Kees & Co                                               | RTL 4                        | 2019–2020            | Onder andere Simone Kleinsma en Chantal Janzen                                                       |             |
| Paul pakt uit!                                          | RTL 4                        | 2019                 | Paul de Leeuw                                                                                        |             |
| Pauls nummer 1 show                                     | RTL 4                        | 2019                 | Paul de Leeuw                                                                                        |             |
| Op goed geluk                                           | RTL 4                        | 2020                 | Paul de Leeuw                                                                                        |             |
| Matthijs gaat door                                      | NPO 1, BNNVARA               | 2020–2022            | Matthijs van Nieuwkerk                                                                               |             |
| Duncan Laurence: Music First                            | RTL 4                        | 2021                 | Duncan Laurence                                                                                      |             |
| Busje komt zo                                           | NPO 1, BNNVARA               | 2021–2022            | Paul de Leeuw. Met medewerking van Hans Kesting                                                      |             |
| Chansons!                                               | NPO 1, BNNVARA               | 2021–2022            | Matthijs van Nieuwkerk en Rob Kemps                                                                  |             |
| Klassiekers met Kleinsma                                | NPO 1, Omroep Max            | 2021–0000            | Simone Kleinsma                                                                                      |             |
| POP22                                                   | NPO 1                        | 2021                 | Matthijs van Nieuwkerk en Ilse DeLange                                                               |             |
| Zina                                                    | NPO 3, KRO-NCRV              | 2021                 | Onder andere Soumaya Ahouaoui, Dunya Khayame en Jouman Fattal                                        |             |
| Ivo op zondag                                           | NPO 1, AVROTROS              | 2022–0000            | Ivo Niehe                                                                                            |             |
| The Connection                                          | NPO 1, BNNVARA               | 2022–0000            | Matthijs van Nieuwkerk (2022) en Patrick Lodiers (2023–)                                             |             |
| Knoop & De Leeuw                                        | NPO 1                        | 2022–0000            | Paul de Leeuw                                                                                        | [ 10 ]      |
| Aria                                                    | NPO 1, Omroep Max            | 2023–2024            | Dionne Stax                                                                                          |             |
| Bij Van Duin op de achterbank                           | NPO 1, Omroep Max            | 2023–0000            | André van Duin                                                                                       |             |
| Bureau Dupin                                            | Videoland                    | 2023                 | |             |
| Hotel Hollandia                                         | NPO 1, BNNVARA               | 2023                 | Paul de Leeuw. Met medewerking van Anniek Pheifer, Thomas van Luyn, Leny Breederveld en Samir Hassan | [ 11 ]      |
| Maud & Babs                                             | NPO 1, Omroep Max            | 2023                 | Onder andere Rifka Lodeizen, Loes Luca, Peter Paul Muller en Kim van Kooten                          |             |
| Stars on Stage                                          | RTL 4                        | 2024–0000            | Jamai Loman en Buddy Vedder. Met medewerking van Albert Verlinde en Paul de Leeuw                    | [ 12 ]      |
| Wat een dag!                                            | RTL 4                        | 2024                 | Leonie ter Braak                                                                                     | [ 13 ]      |
| Pauls Social Club                                       | NPO 1, NTR                   | 2024                 | Paul de Leeuw                                                                                        | [ 14 ]      |
| Eva                                                     | NPO 1, AVROTROS              | 2024–0000            | Eva Jinek                                                                                            |             |
| Ivo, even op zaterdag                                   | NPO 1, AVROTROS              | 2024                 | Ivo Niehe                                                                                            |             |

### Live
| Programma                          | Periode             | Opmerkingen |
| ---------------------------------- | ------------------- | ----------- |
| André Hazes Live in Ahoy           | 2017–2019           |             |
| Holland zingt Hazes                | 2017–2020 2022–0000 |             |
| SpaceXperience LIVE                | 2017–2018           |             |
| The Christmas Show                 | 2017–2019           |             |
| Univé Gym Gala: a Touch of Gold    | 2017–2018           |             |
| Holland zingt Kerst                | 2018                |             |
| André Hazes: De avond van je leven | 2021                |             |
| Matthijs Gaat Door in Concert      | 2022                |             |
| Fiesta de la Vida                  | 2022                |             |
| Disney100 in Concert               | 2023                |             |
| The Best of Musicals               | 2024                |             |
| Disney in Concert                  | 2025                |             |
| Patty's Panter Party               | 2025                |             |

### Theater
| Programma                              | Periode   | Opmerkingen                                     |
| -------------------------------------- | --------- | ----------------------------------------------- |
| Buyer & Cellar                         | 2020      |                                                 |
| Hello, Dolly!                          | 2020      |                                                 |
| Paul & Simone: Zonder jou              | 2020      |                                                 |
| Come from Away                         | 2021      |                                                 |
| Diana & Zonen: Een Koninklijke Musical | 2021      |                                                 |
| VERDER                                 | 2021      |                                                 |
| Sweeney Todd                           | 2023      |                                                 |
| De Hospita                             | 2023      |                                                 |
| SIX                                    | 2023-2024 |                                                 |
| Sister Act                             | 2024      |                                                 |
| Malle Babbe                            | 2025      |                                                 |
| Dear Evan Hansen                       | 2025      |                                                 |
| Foxtrot                                | 2025      |                                                 |
| Doe Maar! (musical)                    | 2025      | exclusief in het Afas Theater Leusden           |
| Cabaret                                | 2026      | Met Chantal Janzen onder regie van Daria Bukvić |